# Potapovîci, Ovruci
Potapovîci (în ucraineană Потаповичі) este un sat în comuna Hoșiv din raionul Ovruci, regiunea Jîtomîr, Ucraina.

## Demografie
Componența lingvistică a localității Potapovîci
     Ucraineană (99,35%)
     Alte limbi (0,65%)
Conform recensământului din 2001, majoritatea populației localității Potapovîci era vorbitoare de ucraineană (99,35%), existând în minoritate și vorbitori de alte limbi.